# ZooBank

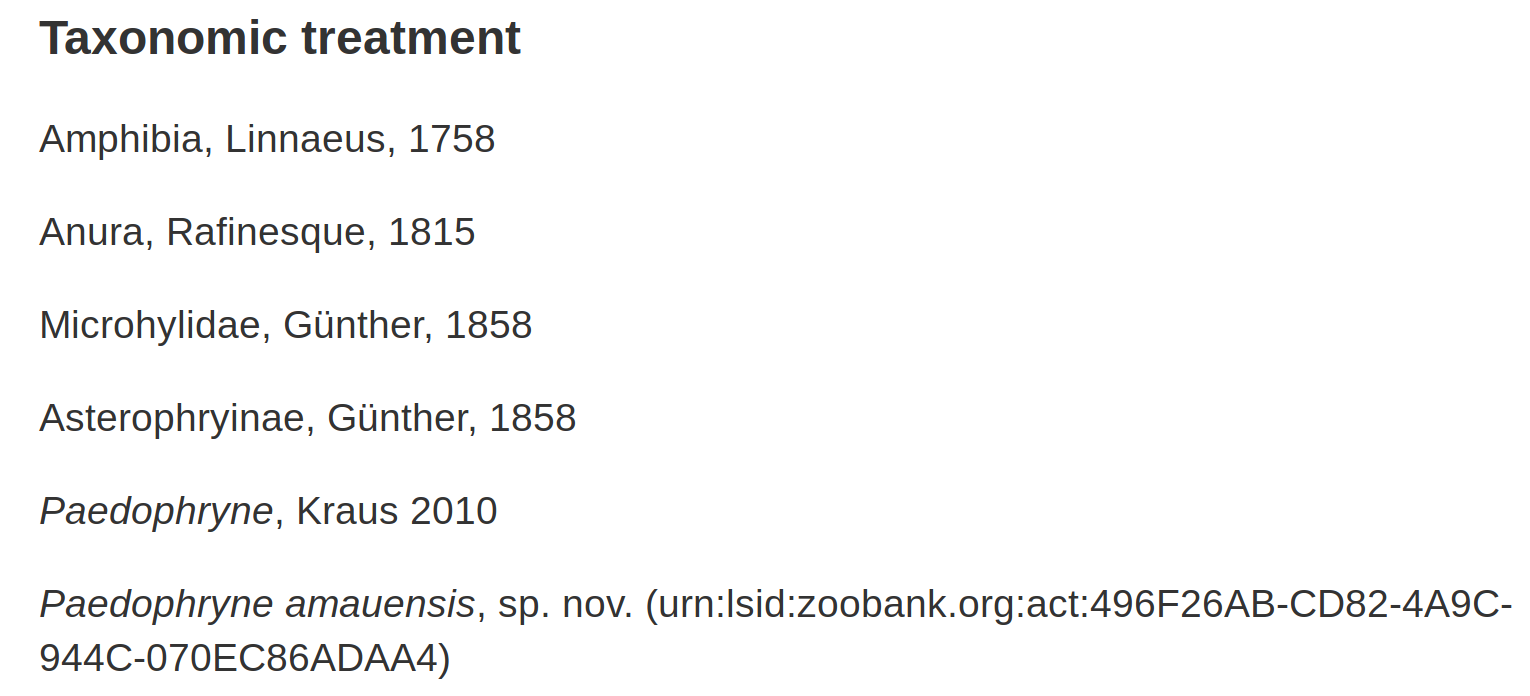
A Paedophryne amauensis béka besorolása, mely megemlíti a nómenklatúra bejegyzéshez tartozó LSID-t is.

A ZooBank egy nyílt hozzáférésű honlap, melynek fő célja az, hogy a Nemzetközi Zoológiai Nómenklatúrabizottság zoológiai nómenklatúra regisztereként működjön. Minden, a nómenklatúrát érintő eseményt (például olyan publikáció megjelenését, mely taxon nevet hoz létre vagy változtat meg) a ZooBanken keresztül be kell jelenteni, hogy a változást átvezessék az ICZN Nómenklatúrakódjain.
A Life Science Identifiers (LSIDk) a ZooBank bejegyzési egységeinek globális szinten egyedi azonosító.
A ZooBank prototípusának első adatait az Index to Organism Names (http://www.organismnames.com) alapján szedték össze, mely a ma a Thomson Reauters tulajdonában lévő Zoological Recordban megjelent tudományos írásokon alapszik.

## Története
A ZooBank létrehozására hivatalosan 2005-ben az ICTN végrehajtó titkársága tett javaslatot. A regiszter 2006. augusztus 10-én állt éles üzembe, melyben kezdetben 1,5 millió faj adatai szerepeltek.
A ZooBank első LSID-it 2008. január 1-jén adták ki, pontosan 250 évvel azt követően, hogy az ICZN Code által meghatározott 1758. január 1-én megszületett a zoológiai nómenklatúra. A ZooBank első bejegyzése a Chromis abyssus lett, mely a 2008-01-01T00:00:02 időbélyeget kapta meg.

## Tartalma
A ZooBank négy nagyobb adattípust tartalmaz. A nómenklatúrát érintő cselekmény felügyelete az ICZN Code of Nomenclature alá tartozik, és általában új tudományos fajnevek „eredeti leírásait” tartalmazza. Ezen kívül az ICZN kódon keresztül tartják számon a nevek javítását és a lektotípusokat is. A Publikációkba újságcikkek és más olyan publikációk tartoznak, melyek „nómenklatúrális cselekményt” tartalmaznak. A Szerzők a nómenklatúrális cselekmény akadémiai szerzőségének a tulajdonosát rögzíti. A Faj típusa olyan állatokhoz tartozó fajok adatát jelölik, melyeket még nem regisztráltak véglegesen. Itt addig marad meg a bejegyzés, míg az adott állat bejegyzésére hivatott szervezet meg nem hozz a a  bejegyző döntését. 
Ezeken felül azokat a publikációkat is listázza, melyek olyan cikkeket adtak ki, amik hatással voltak a nómenklatúrális cselekményekre.

## Elektronikus publikációk
A taxonómioai adatokat hagyományosan újságokban vagy könyvekben publikálták, azonban az az elektronikus publikációk megnövekedett mennyisége miatt az ICZN olyan új szabályt hozott, mely alkalmazandó az e-publikációkra, különösen a csak elektronikusan megjelent publikációkra is. Az ilyen publikációkra az ICZN szerződésének 8., 9, 10, 21 és 78 pontjainak kiegészítései vonatkoznak. Technikailag az olyan, csak elektronikusan megjelenő, a ZooBank által nem bejegyzett vagy „nem létezőnek” jelzett újságokban közölt nómenklatúrák nem kerülnek át a ZooBank adatbázisába.

## Lásd még
- Plazi

## Külső hivatkozások
- Hivatalos weboldal
- ZooBank kiadványok és levelező lista